# Batalla de los Guararapes
Las batallas de los Guararapes (en portugués Batalha dos Guararapes) fueron dos batallas llevadas a cabo en el Monte Guararapes, al sur de la ciudad de Recife, en las que los portugueses y sus aliados indios y negros derrotaron a los holandeses. Fueron episodios decisivos para poner fin a las invasiones neerlandesas del Brasil, durante el siglo XVII.

## Primer enfrentamiento

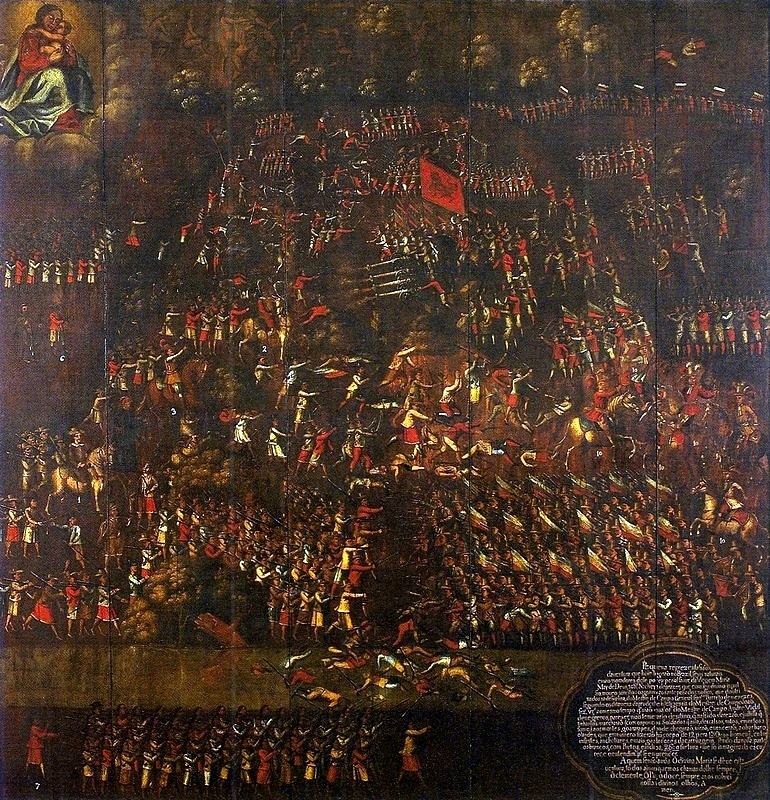
Batalla de los Guararapes (Ex-Voto)

El primer enfrentamiento tuvo lugar el 18 y 19 de abril de 1648, cuando los holandeses planeaban reconquistar el Puerto de Nazaré, en el Cabo de Santo Agostinho, imprescindible para el abastecimiento de Arraial Velho do Bom Jesus, donde se encontraban las armas y municiones utilizadas por la resistencia portuguesa. Entró.-Brasileño. Bajo el mando del coronel Sigismundo de Schkoppe, los combatientes holandeses sabían la importancia estratégica de ocupar primero el pueblo de Muribeca, donde había una gran cantidad de harina de mandioca para abastecer a los soldados. Sin embargo, los generales Fernandes Vieira y Vidal de Negreiros, conociendo los planes de invasión, impidieron la acción en el Morro dos Guararapes, por donde tendrían que pasar los holandeses, procedentes de Recife, para llegar a Muribeca.
Este primer enfrentamiento terminó con una victoria luso-brasileña, a pesar de que su dotación no superaba los 2200 hombres, frente a los 7400 del ejército enemigo. El saldo de la guerra fue de 1200 holandeses muertos, 180 de los cuales eran oficiales y sargentos. En el lado luso-brasileño, 84 fueron muertos. El combate más intenso duró unas cinco horas. Muchos soldados holandeses se ahogaron en los pantanos de las afueras de Morro dos Guararapes. Debilitado para el combate, el ejército de la Compañía Holandesa de las Indias Occidentales no pudo resistir la preparación y el conocimiento del terreno de los luso-brasileños. En los momentos decisivos del enfrentamiento, los holandeses intentaron dominar el flanco ocupado por los negros, comandados por Henrique Dias, pero las tropas comandadas por Vieira y Vidal acudieron en su ayuda, derrotando a los holandeses.
Se considera a la primera de las batallas como el origen del Ejército Brasileño.

## Segundo enfrentamiento

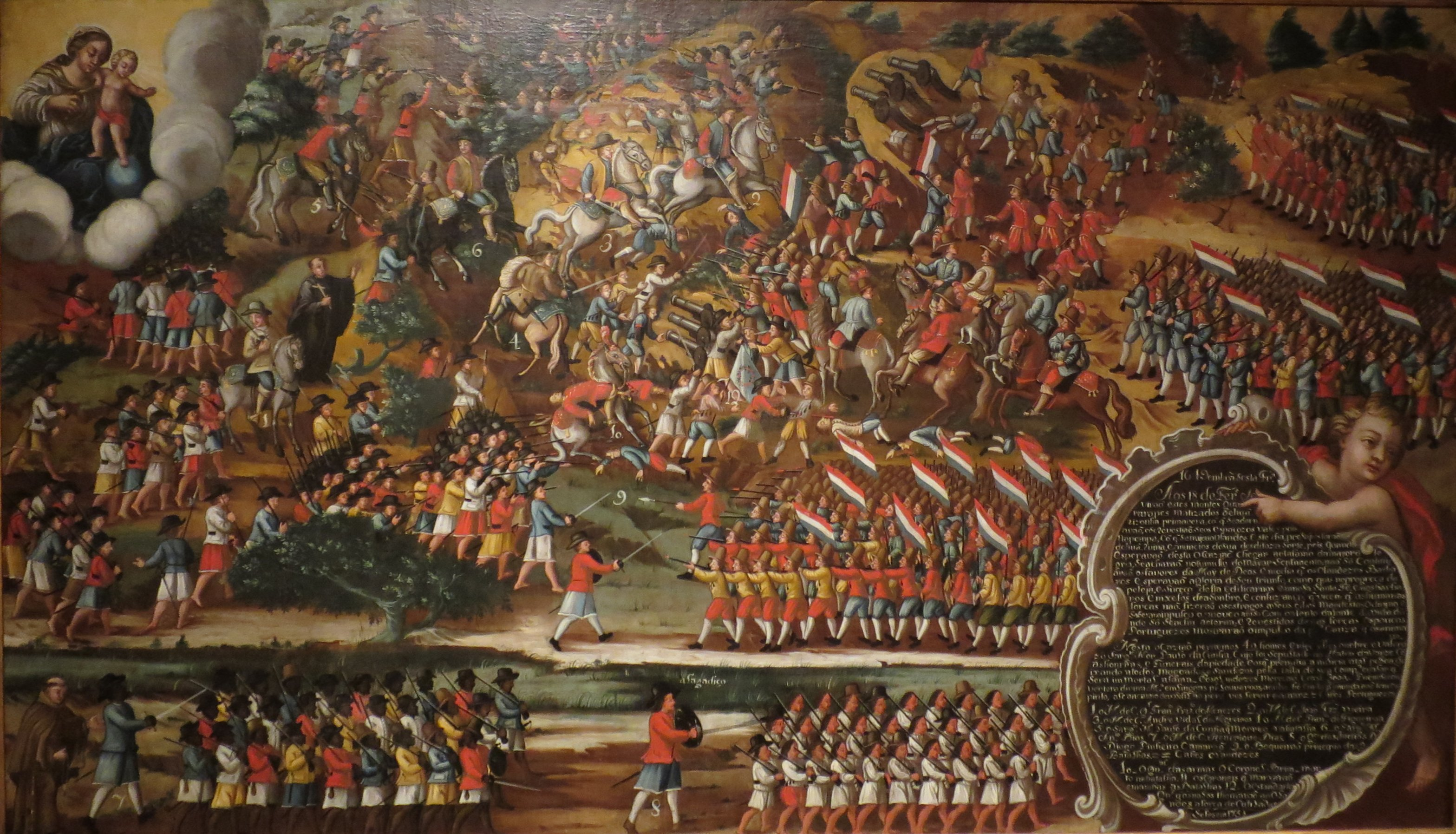
Batalha dos Guararapes

El segundo enfrentamiento fue relatado por el cronista contemporáneo Diogo Lopes Santiago (en História da Guerra de Pernambuco, libro 5, capítulo V: ...Sobre la famosa victoria que lograron los portugueses...):
 "Habiendo preparado las cosas necesarias, el ejército holandés salió de Recife el 18 de febrero de 1649, con cinco mil hombres de guerra, todos soldados experimentados, con quienes hicieron más fuerte su poder que el de la batalla anterior. También trajeron 200 indios, dos compañías de negros y 300 marineros que se dispusieron a afrontar el combate en campaña, 6 cañones, 12 banderas, trompetas, palcos y cornetas, entrenándose para defender la integridad de las escuadras contra los ataques infiltrados de nuestra infantería(...)
 El día 19, de 13:00 a 14:00 (castigado por el sol), tanto que los holandeses evacuaron la cima de los cerros para formar un gran escuadrón hacia Recife, nuestro ejército comenzó a acercarse.
 João Fernandes Vieira con 800 de sus hombres fue el primero en entrar en combate, justo en el medio del área denominada Boqueirão, donde el enemigo tenía 6 escuadrones y dos piezas de artillería. Tras 25 minutos de fuego, João Fernandes intentó cortar la formación holandesa por la zona inundada. Sin éxito, de vuelta a la posición inicial, pidió a todos que cargaran con la espada tras una última carga en la cara del enemigo, y así se ganó la boca de espada (pese a la valiente resistencia de los lanceros holandeses), donde conquistamos 2 cañones de campaña.
 En este punto, toda nuestra gente ya estaba en la lucha, llegando arriba y arriba de la última loma: Henrique Dias, Diogo Camarão, Francisco Figueroa, André Vidal, Dias Cardoso y la caballería de Antônio Silva. Tomando el monte central y sus 4 piezas de artillería, así como las tiendas del comandante holandés Van den Brinck (quien fue asesinado en ese momento), los portugueses presionaron a los enemigos hasta que se desintegraron y huyeron a Recife, siendo perseguidos por nuestros exhaustos caballeros. ; muchos huyeron a los bosques, otros se entregaron a mendigar por sus vidas". 

## Consecuencias
Estas victorias permitieron a los portugueses asediar y tomar Recife el 28 de enero de 1654, terminando con el Brasil holandés.

## Personas destacadas
- João Fernandes Vieira - Dueño de un ingenio de origen portugués, comandó el tercio de la infantería.
- André Vidal de Negreiros - movilizó recursos y personas del sector nordestino.
- Felipe Camarão - Indígena brasileño de la tribu de potiguar; lideró las fuerzas de su tribu.
- Henrique Dias - hijo de esclavos, fue el gobernador de ex-esclavos africanos oriundos de ingenios asociados al conflicto.